# Šintava
Šintava és un poble i municipi d'Eslovàquia que es troba a la regió de Trnava, a l'oest del país.

## Història
La primera menció escrita de la vila es remunta al 1074.

## Demografia
| Godina             | 1994 | 2004   | 2014   | 2024   |
| ------------------ | ---- | ------ | ------ | ------ |
| Nombre de persones | 1608 | 1719   | 1750   | 1712   |
| Diferència         |      | +6,90% | +1,80% | −2,17% |

| Godina             | 2023 | 2024   |
| ------------------ | ---- | ------ |
| Nombre de persones | 1717 | 1712   |
| Diferència         |      | −0,29% |